# Кімберлі (місто)
Кі́мберлі (англ. Kimberley) — місто у Південно-Африканській Республіці, адміністративний центр Північної Капської Провінції. Місто розташоване біля злиття річок Вааль і Оранжева. Засноване в 1870-х роках.
Це історичне місто, відоме завдяки видобутку поруч з ним алмазів у минулому (родовище Велика діра) та його облозі під час Другої бурської війни.